# 大和時代
大和時代是日本（大和王权）定都於大和地區(今奈良一带)的時代（约250年－538年），也稱為古墳時代，或包含飛鳥時代（约538年－710年）。
在大和這個時代，天皇雖然屢次遷都，但因為遷都範圍仍局限於大和地區（位於現在的奈良），所以日本仍被稱為大和。这时期最大特色是圣德太子模拟隋朝提出十七条宪法。

## 簡介
大和時代可分為古墳時代和飛鳥時代兩段時代。

### 古墳時代
此時代是指從250年至538年這段期間的歷史。這段時期承繼了彌生時代的發展，大量來自中原和朝鮮等地的人移居日本，使亞洲大陸的文化繼續影響著日本本土。據考古研究以及《宋書》之記載，當時日本本土還沒形成一個集權式或分權式的政府體系，仍是以部落為中心。
這段期間日本文化尚處於待發展之階段。中國的物產和手工藝品大量進入日本，其中包括了中國之典籍。這方便了日本人建造一個自身的文化。

### 飛鳥時代
飛鳥時代是包括了古墳時代和從538年至710年間的歷史。和前一時期的古墳時代後期相重合，其根據遺址所在地奈良城南方25公里處的飛鳥命名。這段期間佛教引入到日本，並由聖德太子攝政推古天皇，仿中國制定了「十二階冠位」及「十七條憲法」，為日後平安時代的天平文化（唐風文化）打下了基礎。